# Leon Winkel
Leon Winkel (Gouda, 11 augustus 1847 – Delft 19 december 1900) was een Nederlands pianist en muziekpedagoog.
Hij werd als derde kind geboren binnen het Rotterdamse bakkersgezin van Abraham Winkel en Naatje Meijers, dat acht kinderen zou voortbrengen. Hijzelf bleef ongehuwd.
Hij studeerde piano bij Ary Belinfante en J.A. Klerk (geboren 1880), maar ook viool bij Jean Baptiste Buziau in Den Haag. Aan de Haagse Muziekschool kreeg hij lessen van Johann Lübeck en Willem Nicolaï (harmonie en compositie). Zijn pianodocent was Charles van der Does.
Alhoewel hij voor langere tijd muziekdocent te Delft was verscheen er ook een aantal composities van zijn hand, "Feesthulde" voor solisten, mannenkoor en kerkorgel en een aantal marsen.